# Червеногушо коприварче
Червеногушото коприварче (Sylvia cantillans) е птица от семейство Коприварчеви (Sylvidae). Среща се и в България.

## Физически характеристики
Достига дължина 12 cm. Мъжкият отгоре е сив с бели мустаци, гушата, гърдите са керемиденочервени, коремът е бял. Женската е с по-тъмен гръб, гърдите са светлоръждиви.